# Mîhnivka, Teofipol
Mîhnivka (în ucraineană Михнівка) este o comună în raionul Teofipol, regiunea Hmelnîțkîi, Ucraina, formată numai din satul de reședință.

## Demografie
Componența lingvistică a comunei Mîhnivka
     Ucraineană (99,45%)
     Alte limbi (0,55%)
Conform recensământului din 2001, majoritatea populației comunei Mîhnivka era vorbitoare de ucraineană (99,45%), existând în minoritate și vorbitori de alte limbi.